# Platysenta roxana
Platysenta roxana là một loài bướm đêm trong họ Noctuidae.